# Vĩnh Hoàng
Vĩnh Hoàng (chữ Hán: 永璜; tiếng Mãn: ᠶᠣᠩ
 ᡥᡠᠸᠠᠩ, Möllendorff: Yong Huwang; 5 tháng 7 năm 1728 - 21 tháng 4 năm 1750), Ái Tân Giác La, là Hoàng trưởng tử của Thanh Cao Tông Càn Long Đế. Thân phận Hoàng trưởng tử, Vĩnh Hoàng qua đời từ khi còn trẻ, do đó được Càn Long Đế tiếc thương rất nhiều. Mộ phần của Vĩnh Hoàng đời đời về sau được thiện đãi, trở thành thứ hệ tông thân cao quý nhất của Càn Long Đế. Hậu duệ của ông phải kể đến Bối lặc Dục Lãng - một trọng thần của triều Thanh thời kỳ cuối.

## Cuộc đời
Hoàng tử Vĩnh Hoàng sinh ngày 28 tháng 5 (âm lịch) năm Ung Chính thứ 6, vào buổi trưa, khi đó Càn Long Đế vẫn còn là Hoàng tứ tử của Thanh Thế Tông Ung Chính Đế. Mẹ của Vĩnh Hoàng là Triết Mẫn Hoàng quý phi Phú Sát thị, một thị thiếp hầu Càn Long Đế khi còn ở Tiềm để, vị phân là Cách cách. Không lâu sau khi sinh Vĩnh Hoàng, Triết Mẫn Hoàng quý phi qua đời.
Vào năm Càn Long thứ 13 (1748), trong chuyến tuần du xuống phương nam cùng với Càn Long Đế, Hiếu Hiền Thuần Hoàng hậu Phú Sát thị vì bạo bệnh nên băng thệ. Hoàng trưởng tử Vĩnh Hoàng, với tư cách là Trưởng tử của Càn Long Đế chịu tang lễ đích mẫu. Vào thời điểm này, Vĩnh Hoàng cùng em trai là Tam A ca Vĩnh Chương, trưởng tử của Thuần Huệ Hoàng quý phi Tô thị lại có biểu hiện thiếu thương cảm, bị Càn Long Đế chỉ trích, đại lược nói:「"Nay là ngày diễn ra Đại sự để tang, mà Đại A ca mang nhiên vô thố, chưa thật sự cung thuận với tính Hiếu của Lễ nghi"; 今遇此大事，大阿哥竟茫然無措，於孝道禮儀，未克盡處甚多。」. Liền sau đó, Càn Long Đế cũng phát ra vài đạo chỉ dụ trách mắng Vĩnh Hoàng cùng với cả Vĩnh Chương, nặng nhất là tuyên bố hai câu trách phạt cực nặng nề, riêng Vĩnh Hoàng có「Theo đó Đại A ca tuyệt đối không thể được lập làm Trữ; 从前以大阿哥断不可立之处」, còn tính cả hai anh em thì có 「Cả hai kẻ này tuyệt không thể kế thừa đại thống; 此二人斷不可承繼大統」.

## Qua đời truy phong
Năm Càn Long thứ 15 (1750), ngày 15 tháng 3 (âm lịch), giờ Thân, Hoàng trưởng tử Vĩnh Hoàng quy thiên ở Viên Minh Viên, khi chỉ mới 23 tuổi.
Càn Long Đế rất buồn vì cái chết của Vĩnh Hoàng, đau khổ chỉ dụ:「"Hoàng trưởng tử sinh ở Thanh Cung, tuổi là lớn nhất. Niên du nhược quán, sinh dục Hoàng tôn. Đến nay tuổi trẻ mà mất. Trẫm thật sự thương tiếc, nghi bị thành nhân chi lễ"」. Tuy bị trách mắng, nhưng Vĩnh Hoàng dù sao cũng là Hoàng trưởng tử, địa vị không thể bình thường. Mệnh vào ngày thứ 5 (20), tiến hành khiêng linh cữu, nghỉ thiết triều và ban áo trắng 3 ngày. Ngày 16 tháng 3 cùng năm, Càn Long Đế phụng Sùng Khánh Hoàng thái hậu đích thân đến điện phụng an, truy tuyên Hoàng trưởng tử Vĩnh Hoàng làm Hòa Thạc Định Thân vương (和碩定親王), sau đó liên tiếp Càn Long Đế đều đích thân đến điện tưới rượu. Ngày 19 tháng 3, Càn Long Đế đích thân lâm điện phụng an, tiễn linh cữu về Tĩnh An trang tạm an. Cuối cùng ngày 26 tháng 3 cùng năm, Càn Long Đế quyết định ban thụy hiệu cho Hòa Thạc Định Thân vương là An (安), nên ông còn được gọi là [Định An Thân vương]. Từ đó trở đi, đến trước tháng 9 năm Càn Long thứ 17 (1752) làm lễ phụng an, Càn Long Đế mỗi năm đều đích thân đến tưới rượu. Sau khi phụng an, Càn Long Đế còn từng vài lần đến lăng viên tưới rượu Vĩnh Hoàng.
Phong hiệu ["Định"] của Vĩnh Hoàng, có Mãn văn là 「tokton」, ý là "Yên ổn", "Kiên định". Đáng chú ý là, phong hiệu cùng thụy hiệu ["An"] của Vĩnh Hoàng, xét về Mãn ngữ đều có nghĩa rất gần. Chữ An, Mãn văn là 「elhe」, ý là "Bình an", "Bình thản". Qua phong hiệu và thụy hiệu, có thể nhìn nào manh mối Càn Long Đế thật sự tiếc thương Vĩnh Hoàng. Chính điều này giải thích phần nào sự sủng ái và trọng vọng hơn bình thường của Càn Long Đế đối với chi hệ của Vĩnh Hoàng.

## Chi hệ hậu đãi
Định vương phủ sau khi phân phủ, xếp vào cánh trái của Chính Lam kỳ, cùng kỳ tịch với Giản Tĩnh Bối lặc Dận Y, Cung Cần Bối lặc Dận Hỗ của Thanh Thánh Tổ Khang Hi Đế.
Vĩnh Hoàng qua đời, lưu lại chỉ hai người con. Người thứ nhất, do Đích Phúc tấn sở sinh, là [Miên Đức; 綿德]. Do là đích trưởng, Miên Đức kế thừa tập ấm, nhưng rồi vào năm năm Càn Long thứ 40 (1776) bị hạch tội mà cách tước. Tước vị truyền cho con thứ, do Trắc Phúc tấn sinh ra, tức [Miên Ân; 綿恩], một chi trở thành Định vương phủ Đại tông. Không lâu sau đó, năm thứ 42 (1778), Miên Đức được gia ân vào Nhập bát phân tước vị, một chi lại trở thành Định vương phủ Tiểu tông. Tuy là phân ra, nhưng cuối cùng qua vài đời thì chi của Miên Ân vô tự, phải đem con của chi Miên Đức thừa tước, là Định Thận Quận vương Phổ Hú (溥煦). Mẫn Đạt Bối lặc Dục Lãng (毓朗), là con trai thứ của Phổ Hú.
Dù Vĩnh Hoàng bị trách cứ ra sao, nhưng một chi hệ của ông qua các đời vẫn đặc biệt được coi trọng. Tỉ như năm Càn Long thứ 59 (1794), tháng giêng, quan Lễ bộ tấu thỉnh xin sắp đặt chỗ ngồi của Định Thân vương Miên Ân, Càn Long Đế phê thứ: ["Xếp ngay sau Di Thân vương Vĩnh Lang"], tức ngay sát Thiết mạo tử vương. Đối với luận thứ tự của hoàng thất, Định Thân vương khi ấy đã là đệ nhất trong hàng tước vị không phải Thiết mạo. Khi Định Thân vương bị tập ấm giáng làm Quận vương, thì các Định Quận vương cũng chỉ xếp sau hai tước vị Quận vương Thiết mạo, ấy là Khắc Cần Quận vương cùng Thuận Thừa Quận vương. Đời sau đó giáng xuống Bối lặc, Định vương phủ Bối lặc như cũ là đứng đầu các Bối lặc.
Mặt khác, Miên Ân tuy xét ra chỉ là con thứ, nhưng Càn Long Đế vẫn đặc biệt tán thưởng. Càn Long Đế từng ra chỉ dụ nói:「"Định Quận vương Miên Ân là con trai của Hoàng trưởng tử Vĩnh Hoàng. Hoàng trưởng tử là Trưởng tôn của Hoàng khảo, mà Miên Ân trong chư vị Hoàng tôn tuổi cao nhất, khi đảm nhiệm quản lý các doanh kỳ đều hết sức cẩn thận, rất là đắc lực, thêm ân tấn phong Thân vương. Miên Ân nên ích tư cần cù, lần thỉ kiền cung, để dựa vào ân quyến"」. Sau khi Miên Ân qua đời, Đạo Quang Đế bình luận: ["Định Thân vương Miên Ân, đoan cẩn cầm cung, hiền năng tích, từ nhỏ ngưỡng thừa Hoàng tổ Cao Tông Thuần Hoàng đế ân quyến, đối Hoàng khảo Nhân Tông Duệ Hoàng đế luôn kính cẩn đắc lực, quản lý các doanh kỳ đều chu toàn, thăng được Ngự tiền Đại thần, đều có thể tận tâm cương vị công tác, lực thỉ công cần"].
Một chi hệ Định vương phủ được ban 2 tòa phủ để, phân biệt là Đại tông và Tiểu tông cư trú, cùng lúc được ban phân vào năm Càn Long thứ 43 (1779). Theo đó, dòng Đại tông của Miên Ân được ban vương phủ ở bên ngoài Tây Hoa môn (西華門), ngay bên cạnh Lễ vương phủ (hậu duệ Đại Thiện), nay là khu Cang Ngõa thị (缸瓦市) của Tây Thành, Bắc Kinh. Bên trong phủ có thể chia làm ba lộ, trung lộ là chủ thể kiến trúc, cửa chính ba gian, chính điện năm gian, hậu điện ba gian, hậu tẩm năm gian, Hậu Trảo lâu năm gian, Tây bộ là khu sinh hoạt, phía Đông là khu sinh hoạt cùng hoa viên. Định vương phủ tiểu tông phủ đệ là khu vực ngạn Bắc của Thạch Hổ hồ đồng (石虎胡同), nay là khu vực Bài Lâu công phủ (牌樓公府) của Tây Đơn, Bắc Kinh.

## Lăng viên
Lăng viên của Vĩnh Hoàng thuộc Dương Tân trang (楊辛莊), nằm ở 10 km phía Tây của huyện Mật Vân, ngoại ô thành phố Bắc Kinh. Lăng viên này tục xưng gọi [Thái tử lăng; 太子陵], mặt Bắc giáp Nãi Đầu sơn (奶頭山), phía Tây là Vĩ Tử dục (葦子峪), phía Đông là Ma Tử dục (麻子峪) còn phía Nam giáp Diêu Tử dục (鷂子峪). Bên trong ngoài Vĩnh Hoàng còn có an táng Tuần Quận vương Vĩnh Chương cùng Vinh Thuần Thân vương Vĩnh Kỳ.
Khoảng thế kỉ 20, nhánh đại tông của Tuần vương phủ quẫn bách tài chính, liên hệ hai vương phủ còn lại cố vào lăng viên, đem một ít đồ bán ra. Sau khi Tân Trung Quốc thành lập, kiến trúc trong lăng viên phần nhiều đã bị phá hủy. Hiện tại, đập thủy điện của Mật Vân đã bao phủ hơn phân nửa diện tích cũ của lăng viên.

## Gia đình
- Đích Phúc tấn: Y Lạp Lý thị (伊拉里氏), con gái Khinh xa Đô úy Đức Hải (德海).
- Trắc Phúc tấn: Y Nhĩ Căn Giác La thị (伊尔根觉罗氏), con gái Thất phẩm quan Minh Thái (明泰).
- Hậu duệ:

1. Miên Đức [綿德; 1747 - 1786], con của Đích Phúc tấn Y Lạp Lý thị.
2. Miên Ân  [綿恩; 1747 - 1822], con của Trắc Phúc tấn Y Nhĩ Căn Giác La thị. Khi qua đời được truy thuỵ Định Cung Thân vương (定恭親王).

## Phả hệ Định Thân vương phủ
|  |  |                                                    |                                                    |                                                    |                                                    |                                                                          |                                                                          |                                                                          |                                                                          |                                                                          |                                                                          | Truy phong Định An Thân vương Vĩnh Hoàng 1728-1750 |                              |                              |                              |                              |                              |                                                                     |                                                                     |                                                                     |                                                                     |                                                                     |                                                                     |                                                |                                                |                                                |                                                |  |  |  |  |  |  |  |  |  |  |  |  |  |  |  |  |  |  |
|  |  |                                                    |                                                    |                                                    |                                                    |                                                                          |                                                                          |                                                                          |                                                                          |                                                                          |                                                                          |                                                    |                              |                              |                              |                              |                              |                                                                     |                                                                     |                                                                     |                                                                     |                                                                     |                                                                     |                                                |                                                |                                                |                                                |  |  |  |  |  |  |  |  |  |  |  |  |  |  |  |  |  |  |
|  |  |                                                    |                                                    |                                                    |                                                    |                                                                          |                                                                          |                                                                          |                                                                          |                                                                          |                                                                          |                                                    |                              |                              |                              |                              |                              |                                                                     |                                                                     |                                                                     |                                                                     |                                                                     |                                                                     |                                                |                                                |                                                |                                                |  |  |  |  |  |  |  |  |  |  |  |  |  |  |  |  |  |  |
|  |  |                                                    |                                                    |                                                    |                                                    | Dĩ cách Định Quận vương Bối tử Miên Đức 1746 - 1750 - 1776 - 1777 - 1786 | Dĩ cách Định Quận vương Bối tử Miên Đức 1746 - 1750 - 1776 - 1777 - 1786 | Dĩ cách Định Quận vương Bối tử Miên Đức 1746 - 1750 - 1776 - 1777 - 1786 | Dĩ cách Định Quận vương Bối tử Miên Đức 1746 - 1750 - 1776 - 1777 - 1786 | Dĩ cách Định Quận vương Bối tử Miên Đức 1746 - 1750 - 1776 - 1777 - 1786 | Dĩ cách Định Quận vương Bối tử Miên Đức 1746 - 1750 - 1776 - 1777 - 1786 |                                                    |                              |                              |                              |                              |                              | Định Cung Thân vương Miên Ân 1747 - 1776 - 1822                     | Định Cung Thân vương Miên Ân 1747 - 1776 - 1822                     | Định Cung Thân vương Miên Ân 1747 - 1776 - 1822                     | Định Cung Thân vương Miên Ân 1747 - 1776 - 1822                     | Định Cung Thân vương Miên Ân 1747 - 1776 - 1822                     | Định Cung Thân vương Miên Ân 1747 - 1776 - 1822                     |                                                |                                                |                                                |                                                |  |  |  |  |  |  |  |  |  |  |  |  |  |  |  |  |  |  |
|  |  |                                                    |                                                    |                                                    |                                                    | Dĩ cách Định Quận vương Bối tử Miên Đức 1746 - 1750 - 1776 - 1777 - 1786 | Dĩ cách Định Quận vương Bối tử Miên Đức 1746 - 1750 - 1776 - 1777 - 1786 | Dĩ cách Định Quận vương Bối tử Miên Đức 1746 - 1750 - 1776 - 1777 - 1786 | Dĩ cách Định Quận vương Bối tử Miên Đức 1746 - 1750 - 1776 - 1777 - 1786 | Dĩ cách Định Quận vương Bối tử Miên Đức 1746 - 1750 - 1776 - 1777 - 1786 | Dĩ cách Định Quận vương Bối tử Miên Đức 1746 - 1750 - 1776 - 1777 - 1786 |                                                    |                              |                              |                              |                              |                              | Định Cung Thân vương Miên Ân 1747 - 1776 - 1822                     | Định Cung Thân vương Miên Ân 1747 - 1776 - 1822                     | Định Cung Thân vương Miên Ân 1747 - 1776 - 1822                     | Định Cung Thân vương Miên Ân 1747 - 1776 - 1822                     | Định Cung Thân vương Miên Ân 1747 - 1776 - 1822                     | Định Cung Thân vương Miên Ân 1747 - 1776 - 1822                     |                                                |                                                |                                                |                                                |  |  |  |  |  |  |  |  |  |  |  |  |  |  |  |  |  |  |
|  |  |                                                    |                                                    |                                                    |                                                    | Bối tử Dịch Thuần (奕純) 1767 - 1816                                     | Bối tử Dịch Thuần (奕純) 1767 - 1816                                     | Bối tử Dịch Thuần (奕純) 1767 - 1816                                     | Bối tử Dịch Thuần (奕純) 1767 - 1816                                     | Bối tử Dịch Thuần (奕純) 1767 - 1816                                     | Bối tử Dịch Thuần (奕純) 1767 - 1816                                     |                                                    |                              |                              |                              |                              |                              | Định Đoan Thân vương Dịch Thiệu (奕紹) 1776 - 1822 - 1836           | Định Đoan Thân vương Dịch Thiệu (奕紹) 1776 - 1822 - 1836           | Định Đoan Thân vương Dịch Thiệu (奕紹) 1776 - 1822 - 1836           | Định Đoan Thân vương Dịch Thiệu (奕紹) 1776 - 1822 - 1836           | Định Đoan Thân vương Dịch Thiệu (奕紹) 1776 - 1822 - 1836           | Định Đoan Thân vương Dịch Thiệu (奕紹) 1776 - 1822 - 1836           |                                                |                                                |                                                |                                                |  |  |  |  |  |  |  |  |  |  |  |  |  |  |  |  |  |  |
|  |  |                                                    |                                                    |                                                    |                                                    | Bối tử Dịch Thuần (奕純) 1767 - 1816                                     | Bối tử Dịch Thuần (奕純) 1767 - 1816                                     | Bối tử Dịch Thuần (奕純) 1767 - 1816                                     | Bối tử Dịch Thuần (奕純) 1767 - 1816                                     | Bối tử Dịch Thuần (奕純) 1767 - 1816                                     | Bối tử Dịch Thuần (奕純) 1767 - 1816                                     |                                                    |                              |                              |                              |                              |                              | Định Đoan Thân vương Dịch Thiệu (奕紹) 1776 - 1822 - 1836           | Định Đoan Thân vương Dịch Thiệu (奕紹) 1776 - 1822 - 1836           | Định Đoan Thân vương Dịch Thiệu (奕紹) 1776 - 1822 - 1836           | Định Đoan Thân vương Dịch Thiệu (奕紹) 1776 - 1822 - 1836           | Định Đoan Thân vương Dịch Thiệu (奕紹) 1776 - 1822 - 1836           | Định Đoan Thân vương Dịch Thiệu (奕紹) 1776 - 1822 - 1836           |                                                |                                                |                                                |                                                |  |  |  |  |  |  |  |  |  |  |  |  |  |  |  |  |  |  |
|  |  |                                                    |                                                    |                                                    |                                                    | Phụ quốc Tướng quân Tái Minh (載銘) 1795 - 1840                          | Phụ quốc Tướng quân Tái Minh (載銘) 1795 - 1840                          | Phụ quốc Tướng quân Tái Minh (載銘) 1795 - 1840                          | Phụ quốc Tướng quân Tái Minh (載銘) 1795 - 1840                          | Phụ quốc Tướng quân Tái Minh (載銘) 1795 - 1840                          | Phụ quốc Tướng quân Tái Minh (載銘) 1795 - 1840                          |                                                    |                              |                              |                              |                              |                              | Truy phong Định Mẫn Thân vương Tái Thuyên (載銓) 1794 - 1836 - 1854 | Truy phong Định Mẫn Thân vương Tái Thuyên (載銓) 1794 - 1836 - 1854 | Truy phong Định Mẫn Thân vương Tái Thuyên (載銓) 1794 - 1836 - 1854 | Truy phong Định Mẫn Thân vương Tái Thuyên (載銓) 1794 - 1836 - 1854 | Truy phong Định Mẫn Thân vương Tái Thuyên (載銓) 1794 - 1836 - 1854 | Truy phong Định Mẫn Thân vương Tái Thuyên (載銓) 1794 - 1836 - 1854 |                                                |                                                |                                                |                                                |  |  |  |  |  |  |  |  |  |  |  |  |  |  |  |  |  |  |
|  |  |                                                    |                                                    |                                                    |                                                    | Phụ quốc Tướng quân Tái Minh (載銘) 1795 - 1840                          | Phụ quốc Tướng quân Tái Minh (載銘) 1795 - 1840                          | Phụ quốc Tướng quân Tái Minh (載銘) 1795 - 1840                          | Phụ quốc Tướng quân Tái Minh (載銘) 1795 - 1840                          | Phụ quốc Tướng quân Tái Minh (載銘) 1795 - 1840                          | Phụ quốc Tướng quân Tái Minh (載銘) 1795 - 1840                          |                                                    |                              |                              |                              |                              |                              | Truy phong Định Mẫn Thân vương Tái Thuyên (載銓) 1794 - 1836 - 1854 | Truy phong Định Mẫn Thân vương Tái Thuyên (載銓) 1794 - 1836 - 1854 | Truy phong Định Mẫn Thân vương Tái Thuyên (載銓) 1794 - 1836 - 1854 | Truy phong Định Mẫn Thân vương Tái Thuyên (載銓) 1794 - 1836 - 1854 | Truy phong Định Mẫn Thân vương Tái Thuyên (載銓) 1794 - 1836 - 1854 | Truy phong Định Mẫn Thân vương Tái Thuyên (載銓) 1794 - 1836 - 1854 |                                                |                                                |                                                |                                                |  |  |  |  |  |  |  |  |  |  |  |  |  |  |  |  |  |  |
|  |  |                                                    |                                                    |                                                    |                                                    |                                                                          |                                                                          |                                                                          |                                                                          |                                                                          |                                                                          |                                                    |                              |                              |                              |                              |                              |                                                                     |                                                                     |                                                                     |                                                                     |                                                                     |                                                                     |                                                |                                                |                                                |                                                |  |  |  |  |  |  |  |  |  |  |  |  |  |  |  |  |  |  |
|  |  |                                                    |                                                    |                                                    |                                                    |                                                                          |                                                                          |                                                                          |                                                                          |                                                                          |                                                                          | Định Thận Quận vương Phổ Hú 1828 - 1854 - 1907     |                              |                              |                              |                              |                              |                                                                     |                                                                     |                                                                     |                                                                     |                                                                     |                                                                     |                                                |                                                |                                                |                                                |  |  |  |  |  |  |  |  |  |  |  |  |  |  |  |  |  |  |
|  |  |                                                    |                                                    |                                                    |                                                    |                                                                          |                                                                          |                                                                          |                                                                          |                                                                          |                                                                          |                                                    |                              |                              |                              |                              |                              |                                                                     |                                                                     |                                                                     |                                                                     |                                                                     |                                                                     |                                                |                                                |                                                |                                                |  |  |  |  |  |  |  |  |  |  |  |  |  |  |  |  |  |  |
|  |  |                                                    |                                                    |                                                    |                                                    |                                                                          |                                                                          |                                                                          |                                                                          |                                                                          |                                                                          |                                                    |                              |                              |                              |                              |                              |                                                                     |                                                                     |                                                                     |                                                                     |                                                                     |                                                                     |                                                |                                                |                                                |                                                |  |  |  |  |  |  |  |  |  |  |  |  |  |  |  |  |  |  |
|  |  | Trấn quốc Tướng quân Dục Trưởng (毓長) 1851 - 1903 | Trấn quốc Tướng quân Dục Trưởng (毓長) 1851 - 1903 | Trấn quốc Tướng quân Dục Trưởng (毓長) 1851 - 1903 | Trấn quốc Tướng quân Dục Trưởng (毓長) 1851 - 1903 | Trấn quốc Tướng quân Dục Trưởng (毓長) 1851 - 1903                       | Trấn quốc Tướng quân Dục Trưởng (毓長) 1851 - 1903                       |                                                                          |                                                                          |                                                                          |                                                                          |                                                    |                              |                              |                              |                              |                              |                                                                     |                                                                     |                                                                     |                                                                     | Mẫn Đạt Bối lặc Dục Lãng (毓朗) 1864-1907-1922                      | Mẫn Đạt Bối lặc Dục Lãng (毓朗) 1864-1907-1922                      | Mẫn Đạt Bối lặc Dục Lãng (毓朗) 1864-1907-1922 | Mẫn Đạt Bối lặc Dục Lãng (毓朗) 1864-1907-1922 | Mẫn Đạt Bối lặc Dục Lãng (毓朗) 1864-1907-1922 | Mẫn Đạt Bối lặc Dục Lãng (毓朗) 1864-1907-1922 |  |  |  |  |  |  |  |  |  |  |  |  |  |  |  |  |  |  |
|  |  | Trấn quốc Tướng quân Dục Trưởng (毓長) 1851 - 1903 | Trấn quốc Tướng quân Dục Trưởng (毓長) 1851 - 1903 | Trấn quốc Tướng quân Dục Trưởng (毓長) 1851 - 1903 | Trấn quốc Tướng quân Dục Trưởng (毓長) 1851 - 1903 | Trấn quốc Tướng quân Dục Trưởng (毓長) 1851 - 1903                       | Trấn quốc Tướng quân Dục Trưởng (毓長) 1851 - 1903                       |                                                                          |                                                                          |                                                                          |                                                                          |                                                    |                              |                              |                              |                              |                              |                                                                     |                                                                     |                                                                     |                                                                     | Mẫn Đạt Bối lặc Dục Lãng (毓朗) 1864-1907-1922                      | Mẫn Đạt Bối lặc Dục Lãng (毓朗) 1864-1907-1922                      | Mẫn Đạt Bối lặc Dục Lãng (毓朗) 1864-1907-1922 | Mẫn Đạt Bối lặc Dục Lãng (毓朗) 1864-1907-1922 | Mẫn Đạt Bối lặc Dục Lãng (毓朗) 1864-1907-1922 | Mẫn Đạt Bối lặc Dục Lãng (毓朗) 1864-1907-1922 |  |  |  |  |  |  |  |  |  |  |  |  |  |  |  |  |  |  |
|  |  | Hằng Kỳ (恒圻) 1887 - 1956                         | Hằng Kỳ (恒圻) 1887 - 1956                         | Hằng Kỳ (恒圻) 1887 - 1956                         | Hằng Kỳ (恒圻) 1887 - 1956                         | Hằng Kỳ (恒圻) 1887 - 1956                                               | Hằng Kỳ (恒圻) 1887 - 1956                                               |                                                                          |                                                                          |                                                                          |                                                                          |                                                    |                              |                              |                              |                              |                              |                                                                     |                                                                     |                                                                     |                                                                     | Bối tử Hằng Bột (恆馞) 1906 - 1922 - 1956                           | Bối tử Hằng Bột (恆馞) 1906 - 1922 - 1956                           | Bối tử Hằng Bột (恆馞) 1906 - 1922 - 1956      | Bối tử Hằng Bột (恆馞) 1906 - 1922 - 1956      | Bối tử Hằng Bột (恆馞) 1906 - 1922 - 1956      | Bối tử Hằng Bột (恆馞) 1906 - 1922 - 1956      |  |  |  |  |  |  |  |  |  |  |  |  |  |  |  |  |  |  |
|  |  | Hằng Kỳ (恒圻) 1887 - 1956                         | Hằng Kỳ (恒圻) 1887 - 1956                         | Hằng Kỳ (恒圻) 1887 - 1956                         | Hằng Kỳ (恒圻) 1887 - 1956                         | Hằng Kỳ (恒圻) 1887 - 1956                                               | Hằng Kỳ (恒圻) 1887 - 1956                                               |                                                                          |                                                                          |                                                                          |                                                                          |                                                    |                              |                              |                              |                              |                              |                                                                     |                                                                     |                                                                     |                                                                     | Bối tử Hằng Bột (恆馞) 1906 - 1922 - 1956                           | Bối tử Hằng Bột (恆馞) 1906 - 1922 - 1956                           | Bối tử Hằng Bột (恆馞) 1906 - 1922 - 1956      | Bối tử Hằng Bột (恆馞) 1906 - 1922 - 1956      | Bối tử Hằng Bột (恆馞) 1906 - 1922 - 1956      | Bối tử Hằng Bột (恆馞) 1906 - 1922 - 1956      |  |  |  |  |  |  |  |  |  |  |  |  |  |  |  |  |  |  |
|  |  |                                                    |                                                    |                                                    |                                                    |                                                                          |                                                                          |                                                                          |                                                                          |                                                                          |                                                                          |                                                    |                              |                              |                              |                              |                              |                                                                     |                                                                     |                                                                     |                                                                     |                                                                     |                                                                     |                                                |                                                |                                                |                                                |  |  |  |  |  |  |  |  |  |  |  |  |  |  |  |  |  |  |
|  |  | Khải Tộc (啟族) 1912 - 2002                        | Khải Tộc (啟族) 1912 - 2002                        | Khải Tộc (啟族) 1912 - 2002                        | Khải Tộc (啟族) 1912 - 2002                        | Khải Tộc (啟族) 1912 - 2002                                              | Khải Tộc (啟族) 1912 - 2002                                              |                                                                          |                                                                          |                                                                          |                                                                          | Khải Khải (啟凱) 1925 - 2007                       | Khải Khải (啟凱) 1925 - 2007 | Khải Khải (啟凱) 1925 - 2007 | Khải Khải (啟凱) 1925 - 2007 | Khải Khải (啟凱) 1925 - 2007 | Khải Khải (啟凱) 1925 - 2007 |                                                                     |                                                                     |                                                                     |                                                                     | Khải Tinh (啟星) 1927 - 1971                                        | Khải Tinh (啟星) 1927 - 1971                                        | Khải Tinh (啟星) 1927 - 1971                   | Khải Tinh (啟星) 1927 - 1971                   | Khải Tinh (啟星) 1927 - 1971                   | Khải Tinh (啟星) 1927 - 1971                   |  |  |  |  |  |  |  |  |  |  |  |  |  |  |  |  |  |  |

## Trong văn hoá đại chúng
| Năm  | Tác phẩm     | Diễn viên                                                                                           |
| 2018 | Như Ý truyện | Trưởng thành: Đinh Kiều (丁橋) Thiếu niên: Vương Giản Đông (王柬禾) Ấu niên: Diệp Khải Văn (葉凱文) |